# Museo nazionale d'Irlanda
Il museo nazionale d'Irlanda (in lingua irlandese: Ard-Mhúsaem na hÉireann; in lingua inglese: National Museum of Ireland) è un museo situato a Dublino, capitale dell'Irlanda.
Oltre alle tre sedi principali di Dublino, esiste anche una filiale del museo nella contea di Mayo, incentrata su arte, cultura e storia naturale irlandese.

## Storia
Il museo venne aperto al pubblico il 14 agosto 1877
Con circa 4.000.000 di oggetti esposti, è l'istituzione culturale più importante in Irlanda.
Le collezioni archeologiche ripercorrono lo sviluppo della civiltà irlandese dall’arrivo delle prime popolazioni dell’Età Mesolitica fino al Tardo Medioevo.

## Sezione archeologica

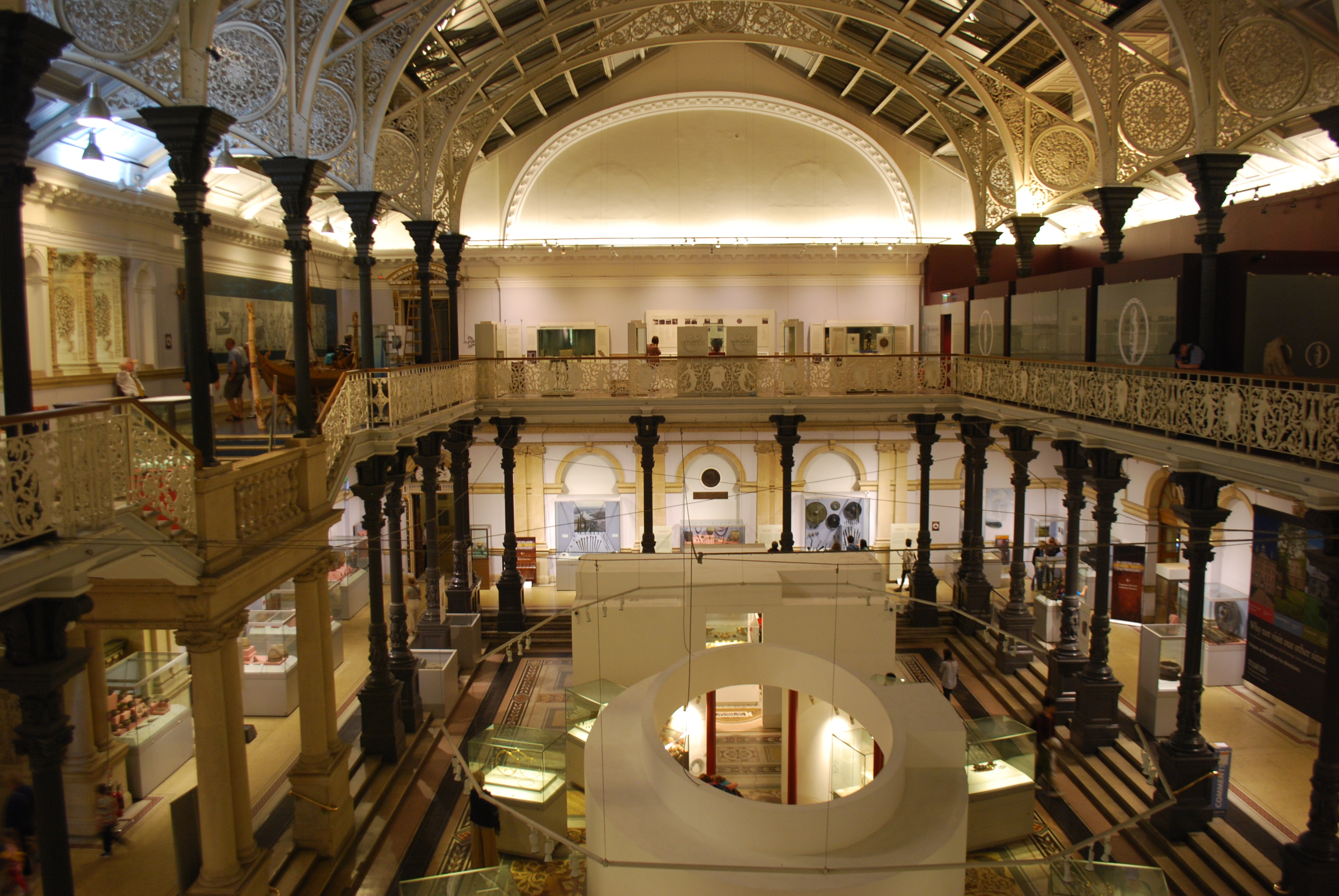
Interno del museo archeologico

La sezione archeologica del museo nazionale d'Irlanda si trova a Dublino in Kildare Street ed espone reperti della preistoria irlandese (tra cui alcuni oggetti in oro), tesori di chiesa e reperti dell'era vichinga e medievale. L'esposizione "Regno e Sacrificio" include mummie di palude ben conservate e la celebre scultura lignea dell'uomo di Ralaghan. Sono altresì esposti oggetti provenienti da Egitto, Cipro e mondo romano, oltre a mostre temporanee allestite regolarmente.
L'esposizione presenta alcuni famosi esempi della metallurgia celtica dell'alto medioevo irlandese, come il calice di Ardagh, la spilla di Tara e il tesoro di Derrynaflan. I reperti preistorici includono il tesoro aureo di Broighter dell'età del ferro e più di 50 lunule d'oro (non tutte esposte), e altra gioielleria dell'età del bronzo. Molti di questi reperti vennero trovati nel XIX secolo da persone povere o braccianti agricoli, quando l'espansione demografica comportò l'inizio della lavorazione delle terre che non erano mai state toccate sin dai tempi del medioevo. Inoltre, senza l'intervento di George Petrie dell'Accademia Reale Irlandese ed altri membri dell'Associazione Reale delle Antichità d'Irlanda, molti di questi oggetti sarebbero stati fusi per il valore intrinseco del materiale, come avvenne in molti casi, nonostante i loro sforzi. La popolazione irlandese moderna invece è più consapevole dell'importanza del proprio patrimonio storico-culturale, come dimostra il salterio di Faddan More rinvenuto e consegnato da un agricoltore nel luglio 2006.
Le suddette collezioni formano la base per la sezione di archeologia e storia del museo situato in Kildare Street. Tale edificio, progettato da Thomas Newenham Deane e suo figlio Thomas Manly Deane, aprì nel 1890 come sede del Museo di scienze ed arte di Dublino, il quale fino al 1922 comprendeva anche la Leinster House, ora utilizzata come sede del parlamento irlandese.

## Sezione di arti decorative e storia

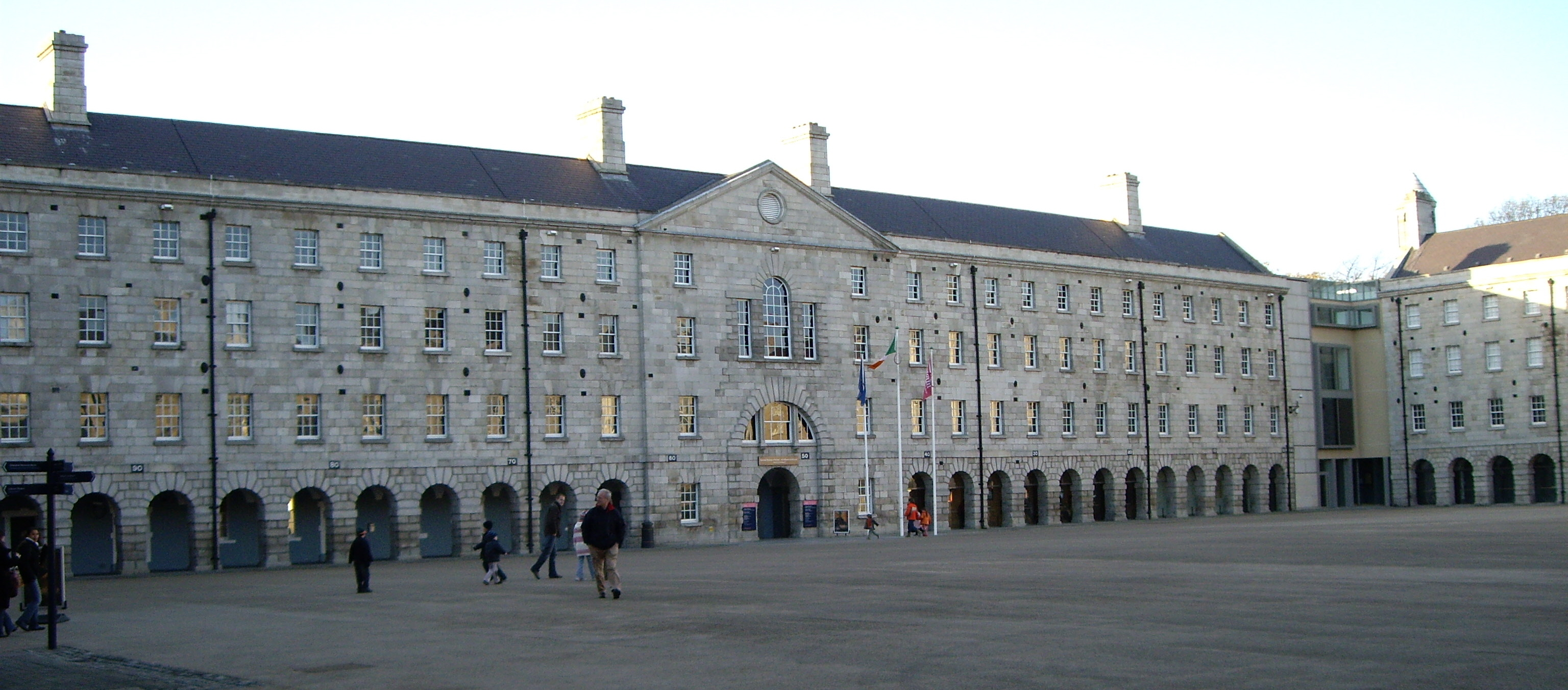
Cortile interno della Caserma Collins

La sezione di arti decorative e storia del Museo nazionale d'Irlanda è ospitata presso l'ex caserma militare, dedicata al patriota irlandese Michael Collins nel 1922, e conserva il gran sigillo dello Stato Libero d'Iranda (Séala Mor do Shaorstát Éireann). L'edificio restaurato è stato aperto al pubblico nel 1997 e al suo interno vi è anche il centro amministrativo, un negozio e una caffetteria.
La collezione include mobili, argenti, ceramiche e vetri, così come esempi di vita popolare e del costume, oltre a monete e armi. Fra gli oggetti più importanti, vi è Il vaso di Fonthill, una porcellana cinese del XIV secolo. Mostre temporanee vengono regolarmente allestite: nell'estate del 2007 furono mostrate al pubblico le repliche di sei alte croci irlandesi, che successivamente furono esposte a livello internazionale.
L'esposizione "Soldati e comandanti" racconta, attraverso manufatti militari e memorabilia, la storia militare dell'Irlanda dal 1550 ad oggi.

## Sezione sulla vita campestre

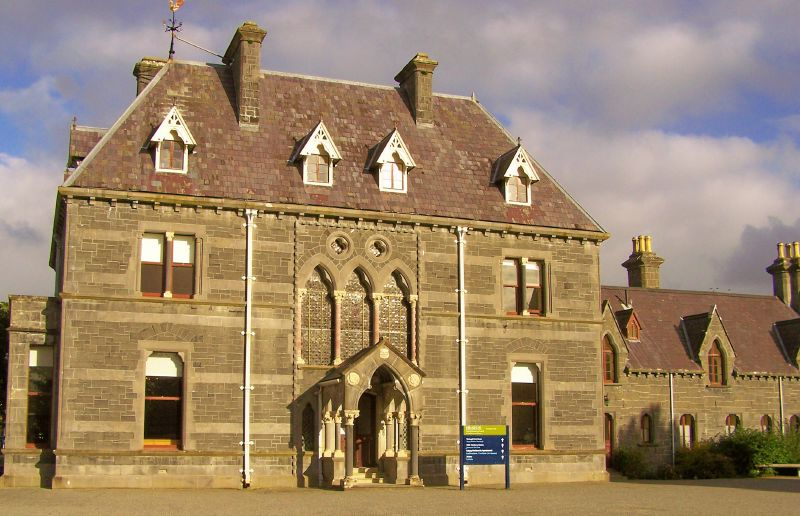
Museum of Country Life

La Sezione sulla vita campestre (Country Life) è la parte più recente del museo e si trova nel villaggio di Turlough, a 8 km ad est di Castlebar, nella countea di Mayo.
Aperto nel 2001, questo museo di etnografia racconta la vita quotidiana a partire dalla metà del XIX secolo fino alla metà del XX secolo, con molto materiale utilizzato negli anni 1930 nelle zone rurali irlandesi. Vi sono pannelli illustrativi sull'architettura rurale, sull'ambiente naturale, sulle comunità e sugli sforzi compiuti per il cambiamento delle condizioni di vita.

## Sezione di storia naturale

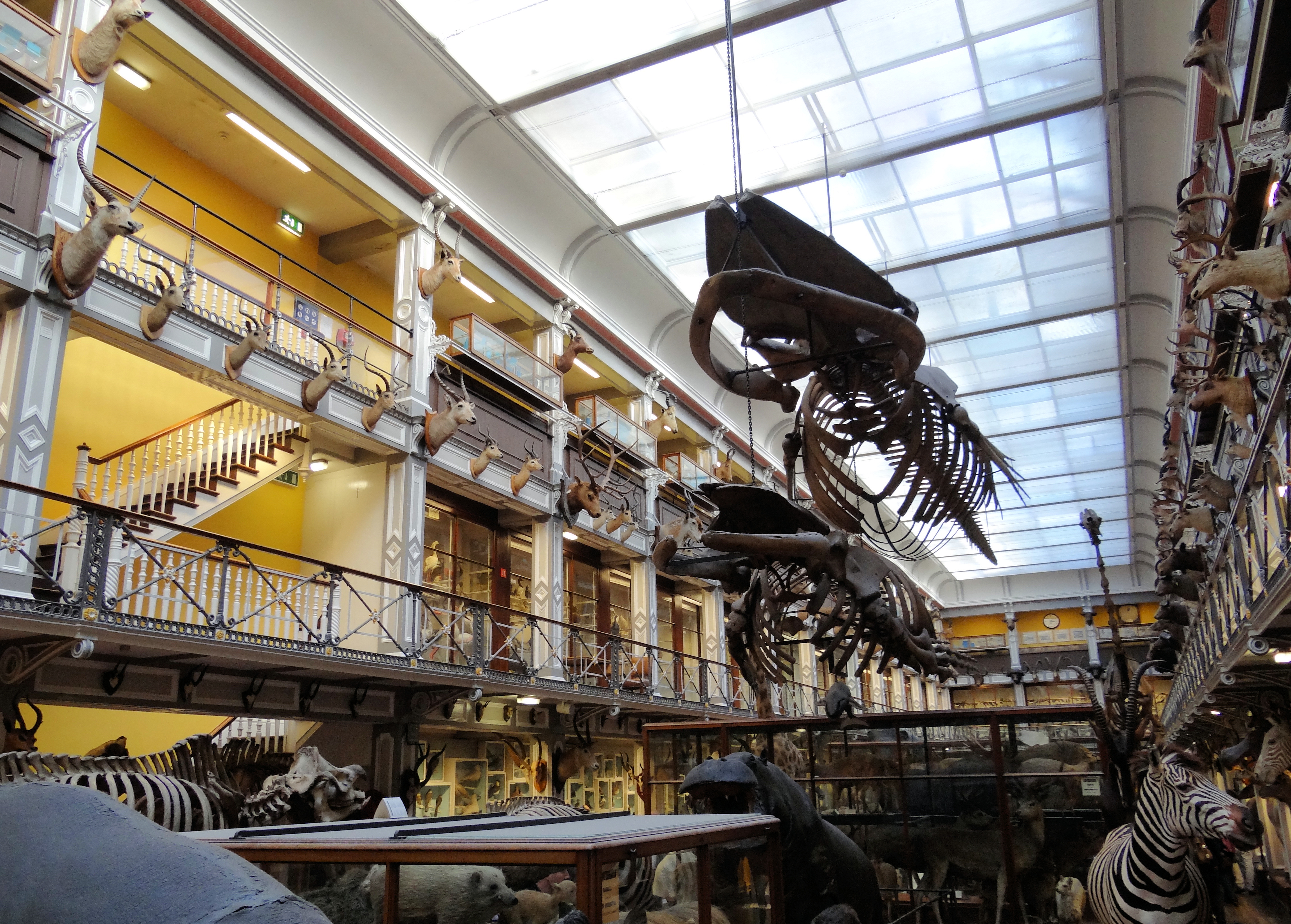
Interno del museo di storia naturale

Il museo di storia naturale, che è parte integrante del Museo nazionale d'Irlanda, si trova sempre a Dublino in Merrion Street e conserva esemplari di animali di tutto il mondo.
La sua collezione e l'aspetto vittoriano non sono molto cambiati dagli inizi del XX secolo.